# Афінський національний технічний університет
Афінський національний технічний університет (грец. Εθνικό Μετσόβιο Πολυτεχνείο), часто назву скорочують до Афінська політехніка, або Політехніон — один із найстаріших та найпрестижніших вищих навчальних закладів Греції. Початково носив також назву Метсовіон, оскільки меценати, на кошти яких було побудовано та облаштовано університет Георгіос Авероф, Ніколаос Стурнаріс, Єлена та Міхаліс Тосітс походили з Мецово в Епірі (ном Яніна).

## Історія
Університет був заснований королівським указом від 31 грудня 1836 року (за новим стилем — 12 січня 1837 року) як Королівська школа мистецтв. Спочатку вона функціонувала як одиниця у складі училища з підготовки ремісників, будівельників, до того ж тільки у вихідні та святкові дні. У 1840 році завдяки збільшенню популярності школи та позитивним змінам соціально-економічних умов у новій державі, Королівська школа мистецтв була перетворена на щоденну технічну школу, яка працювала спільно із недільною школою. Було розширене коло курсів, а сам навчальний заклад отримав власну окрему споруду в Піреї.
У 1843 році була здійснена реструктуризація, на базі школи створено три відділення: Недільне професійно-технічне училище, Щоденне училище та як зовсім новий підрозділ Вища школа образотворчого мистецтва. Остання пізніше була перейменована на Училище промислових та образотворчих мистецтв, стрімко розвивалась і згодом сформувала базис вищого навчального закладу — інституту.
У 1873 році інститут отримав нове студмістечко в районі Афін Патісія, зведене за фінансової підтримки грецьких меценатів із Мецово. Відтоді студенти та мешканці міста неофіційно називали інститут Національна політехніка Мецово. У 1887 році інститутом був поділений на три факультети технічної спрямованості: будівельний, архітектурний та машинобудування.
У 1917 році інститут був реорганізований спеціальним законом Грецького парламенту у Вищу школу цивільних інженерів, механіків та електротехніків, інженерів-хіміків та архітекторів. У 1923 році випускники Вищої школи сформували основу Технічної палати Греції — професійної організації, яка виступала як офіційний технічний консультант грецької держави й відповідала за присудження професійних ліцензій для всіх практикуючих інженерів в Греції.
Найважливішою подією в житті Афінської політехніки залишаються події листопада 1973 року, які став першим кроком на шляху до повалення у Греції військової диктатури «чорних полковників». 14, 15 та 16 листопада 1973 року студенти забарикадувалися в головному корпусі університету, здійснюючи радіопередачі, у яких закликали мешканців столиці до повстання. На вечір 17 листопада режим не міг стримувати заворушення, уряд країни віддав наказ військовій поліції придушити студентське повстання. Перед головним корпусом вишикувались танки, один з яких зламав головні ворота, після чого розпочався штурм. Близько 28 студентів були вбиті в ході інциденту, повстання зрештою було придушене.

## Факультети
Національний технічний університет в Афінах поділяється на дев'ять академічних факультетів (грец. σχολές), які, своєю чергою, поділяються на 33 кафедри (грец. τομείς).
- Електротехніки та комп'ютерних наук [Архівовано 9 червня 2009 у Wayback Machine.]
- Цивільної інженерії [Архівовано 19 червня 2007 у Archive.is]
- Механічний [Архівовано 12 січня 2007 у Wayback Machine.]
- Архітектурний [Архівовано 17 червня 2009 у Wayback Machine.]
- Хімічний [Архівовано 8 червня 2009 у Wayback Machine.]
- Геодезії та землевпорядкування
- Шахтобудування та металургії [Архівовано 5 липня 2009 у Wayback Machine.]
- Військово-морського суднобудування [Архівовано 27 травня 2009 у Wayback Machine.]
- Прикладної математики та фізики [Архівовано 22 червня 2009 у Wayback Machine.]

## Кампус університету

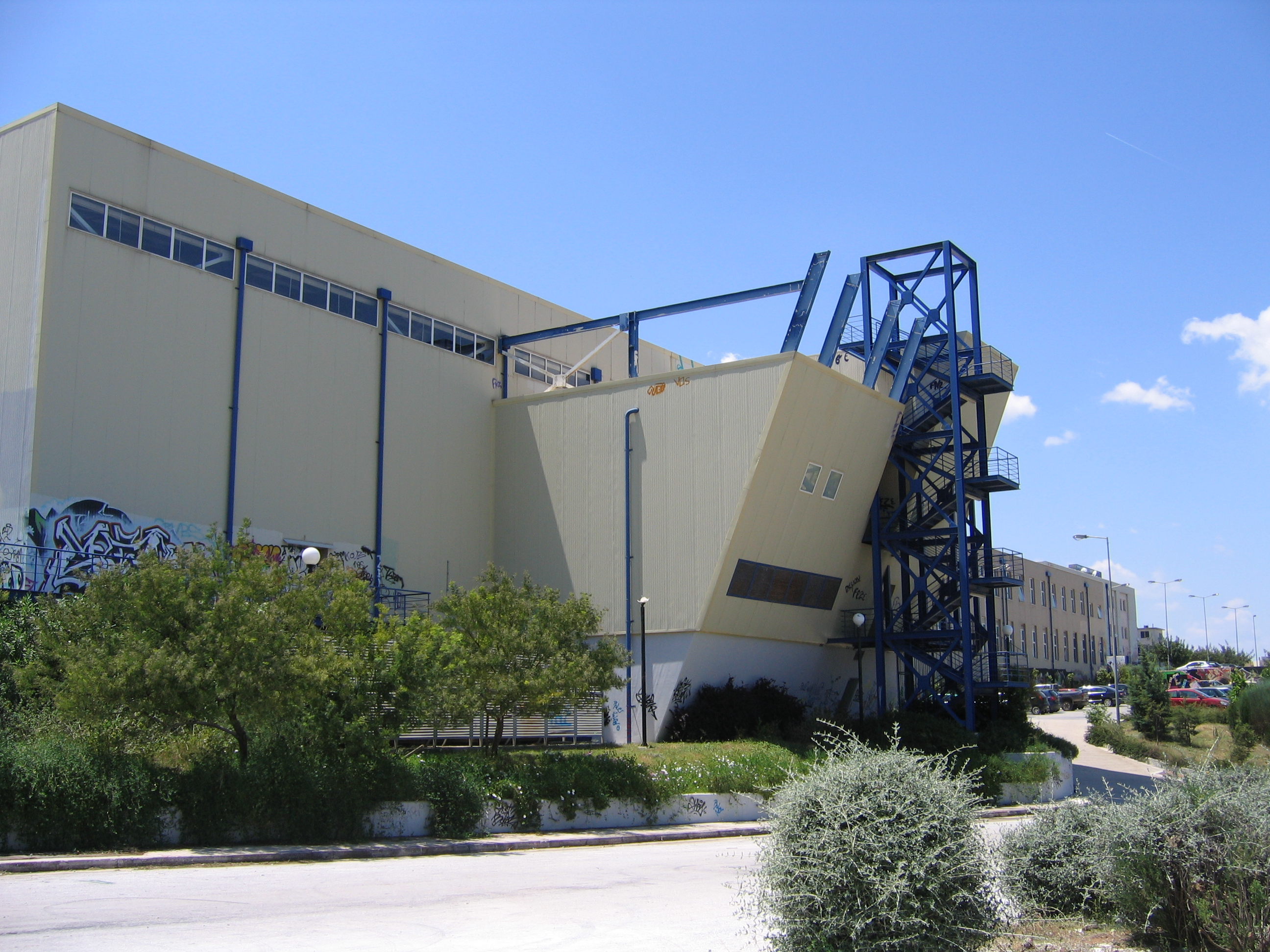
Лабораторія будівництва
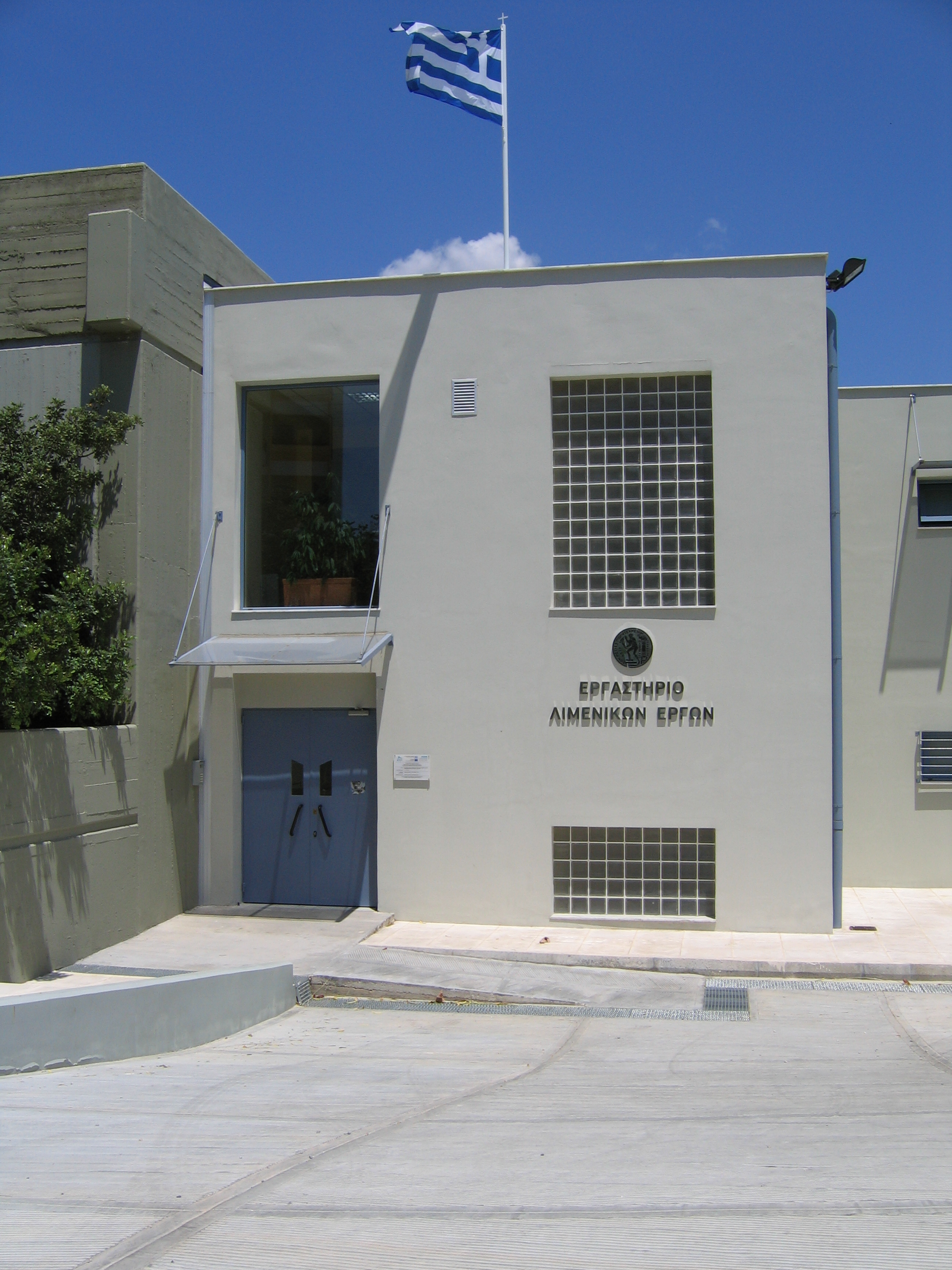
Лабораторія робіт у гаванях
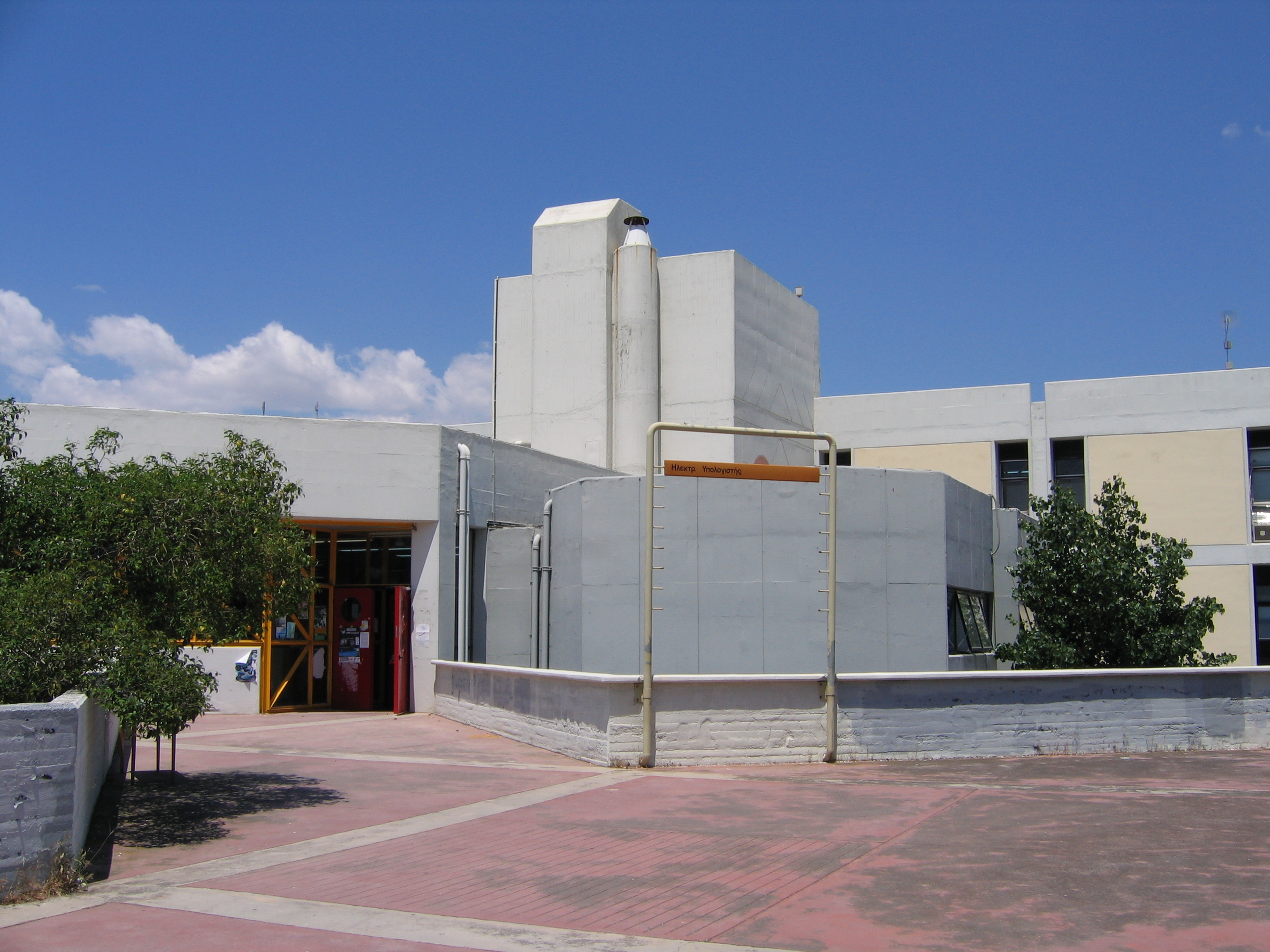
Центральний обчислювальний центр
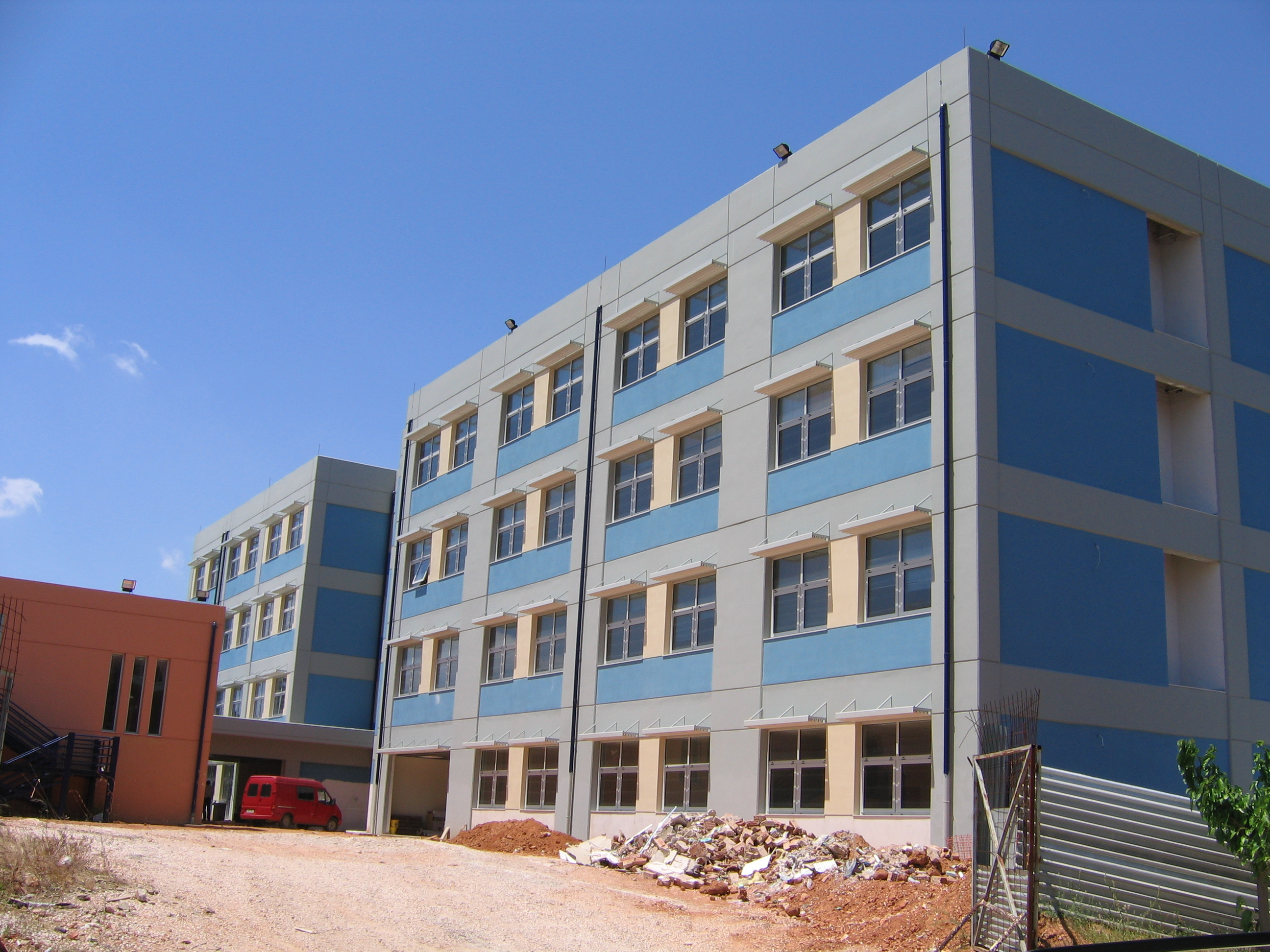
Новий корпус для електротехніків

## Відомі випускники
Див. також: Випускники Афінського технічного університету
| - Іон Аргіріс - Йосиф Сіфакіс - Ніколас Пеппас - Міхаліс Яннакакіс - Христос Пападімітріу - Марія Даманакі - Алексіс Ципрас | - Василіс Левентіс - Міміс Андрулакіс - Атос Дімулас - Алексіс Стаматіс - Константін Пападакіс - Янніс Папафанасіу - Прокопіос Василіадіс - Теано Фотіу |